# 桐生可可
桐生可可（日语：／ Kiryuu koko */?）是日本的虚擬YouTuber、虚擬偶像。所屬事務所為hololive。2019年12月25日出道，自2019年12月28日起開始活躍於YouTube。2020年YouTube超級留言（SuperChat）收入排行榜世界第一，累计获得1.5亿日圓。已於2021年7月1日畢業。

## 人物設定
桐生可可的官方設定為「因為對人類的文化感興趣，因此從異世界到日本留學的幼龍。她是一條充滿正義感的龍，重視仁義與義氣，正在努力保持著人類的型態。」生日為6月17日，身高180公分。粉絲名稱為「龍之子」（たつのこ）。
桐生可可的角色設計者為yaman**，Live2D設計者為，3D設計者為。
直播內容以電子遊戲實況為主，還設有固定節目「Reddit迷因回顧」（Reddit Shitpost Review），回顧粉絲在hololive官方subreddit發表的貼文，主題為hololive相關的迷因，並不時會邀請同社成員進行節目。

## 經歷

### 2019年
- 12月25日，hololive宣佈四期生的出道。
- 12月28日，于YouTube进行首次直播[8][9]。

### 2020年
- 1月11日，YouTube频道订阅人数突破10万人[10]。
- 6月27日，3D模型公布[11][12][13]。
- 11月27日，於Twitter平台發文，將暫時停止活動[14]。

### 2021年
- 2月17日，YouTube频道订阅人数突破100万人[15][16][17]。
- 6月9日，臨時直播宣布將於2021年7月1日畢業[18][19][20]。
- 6月17日，19:00最後一次生日Live，年齡3502歲[21]。
- 7月1日，日本時間20:00（UTC+9）畢業Live[22] 。全體hololive成員均在此次直播中登場[註 1]，線上觀看人數更一度超越49萬人，打破了Vtuber直播同時觀看人數的紀錄[23][24]。

### 單曲
| 名稱             | 發售日期     |
| ---------------- | ------------ |
| Weather Hackers☆ | 2021年6月4日 |

## 外部連結
- YouTube上的Coco Ch. 桐生ココ頻道
- 桐生ココ🐉ホロライブ卒業生（@kiryucoco）|Twitter （页面存档备份，存于）
- hololive production 卒業生 桐生ココ （页面存档备份，存于）
- 「桐生ココ」卒業に関するお知らせ （页面存档备份，存于）
- 桐生ココch.  桐生ココ重要事情發表